# Alpinia caerulea
Espèce
Classification phylogénétique
Alpinia caerulea  est une espèce de plantes à fleurs du genre Alpinia de la famille des Zingiberaceae. C'est une plante herbacée vivace originaire d'Australie, de l'Est du Queensland au Nord-Est de la Nouvelle-Galles du Sud, ainsi que de Papouasie-Nouvelle-Guinée.
Elle pousse en forêt humide, forêt galerie, sous la protection de la canopée de forêts sclérophylles humides.
Le botaniste britannique George Bentham, assisté du Baron Ferdinand von Müller, en a publié la description en 1873 dans le Volume 6, page 265 de son ouvrage Flora Australiensis.
Il y fait référence au botaniste Robert Brown qui mentionne cette fleur sous le nom de Hellenia coerulea en 1810 en page 308 de son ouvrage "Prodromus Florae Novae Hollandiae et Insulae Van Diemen".

## Culture

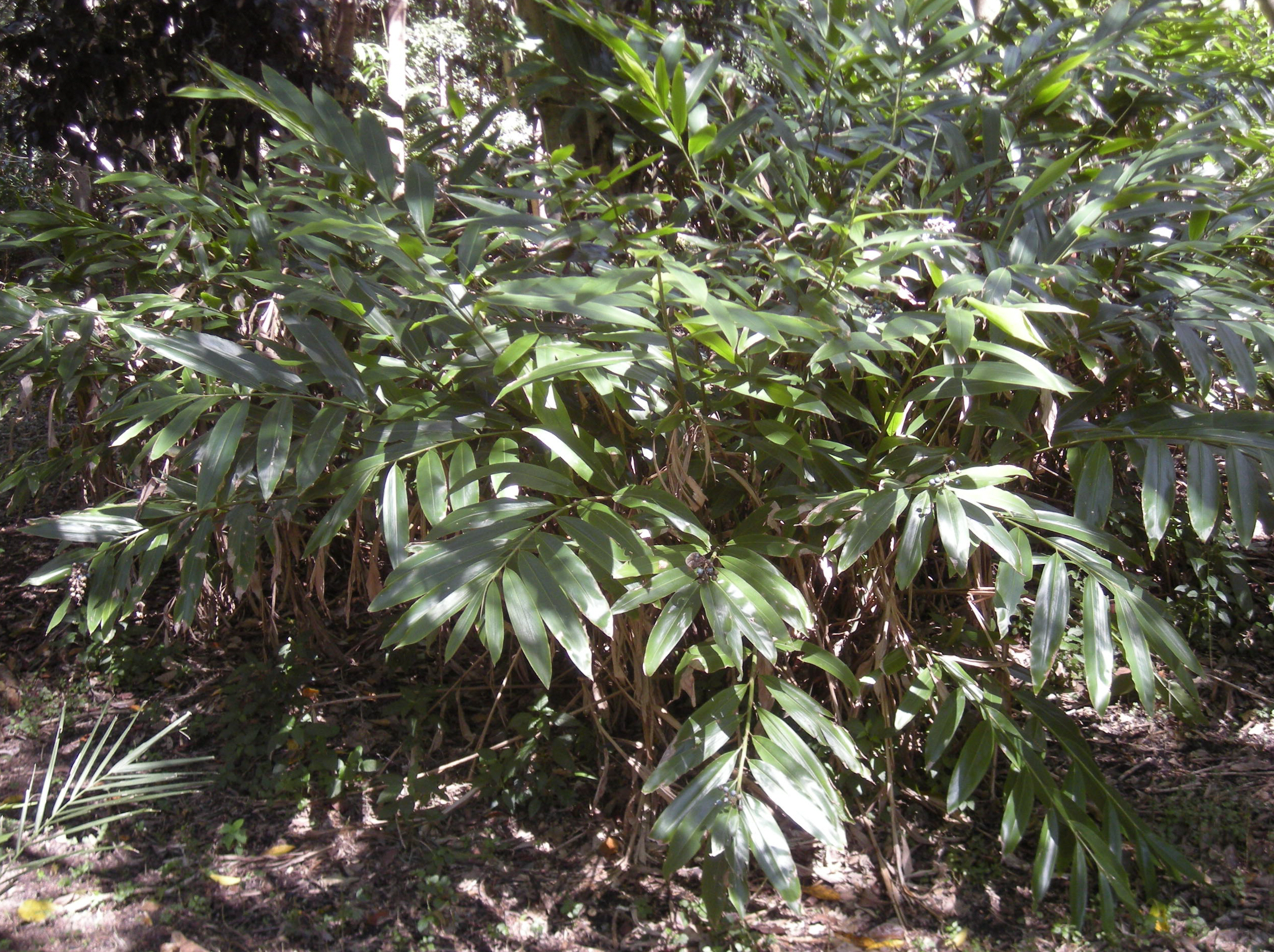
Alpinia caerulea.

## Utilisation
(partie reprise à partie de la version Wikipedia en anglais sur Alpinia caerulea)
La pulpe blanche de Alpinia caerulea a une saveur agréable légèrement acide, utilisée pour activer les glandes salivaires afin d'humidifier la bouche lors de randonnées en forêt (les graines étant en général jetées).
Les capsules peuvent également être utilisées comme épice. (fruits entiers et graines séchées et broyées)
Les fruits donnent une saveur acidulée agréable et une couleur rouge dans les tisanes.
Les jeunes pousses ont une saveur de gingembre doux dans leur partie centrale. Elles sont excellentes dans différents plats comme substitut du gingembre.
Les racines peuvent aussi être utilisées dans la cuisine mais ont un goût plus terreux, résineux.

## Synonymes
- Alpinia coerulea
- Hellenia coerulea R.Br., 1810